# Ponte Tresa (Svizzera)
Ponte Tresa (in tedesco Treisbruck, desueto, in dialetto ticinese Punt) è una frazione del comune svizzero di Tresa, nel Canton Ticino.

## Geografia fisica
Ponte Tresa è situato nel Malcantone, sulla falda meridionale del colle Rocchetta, affacciato sul lago di Lugano.
Con 0,41 km² di superficie era il comune più piccolo del canton Ticino.

## Storia
Ponte Tresa, in epoca romana, era attraversato dalla Via Mediolanum-Bilitio, strada romana che metteva in comunicazione Mediolanum (Milano) con Luganum (Lugano) passando da Varisium (Varese).
Nel 2021 il comune di Ponte Tresa venne fuso con i comuni di Croglio, Monteggio e Sessa, formando il nuovo comune di Tresa.

## Monumenti e luoghi d'interesse

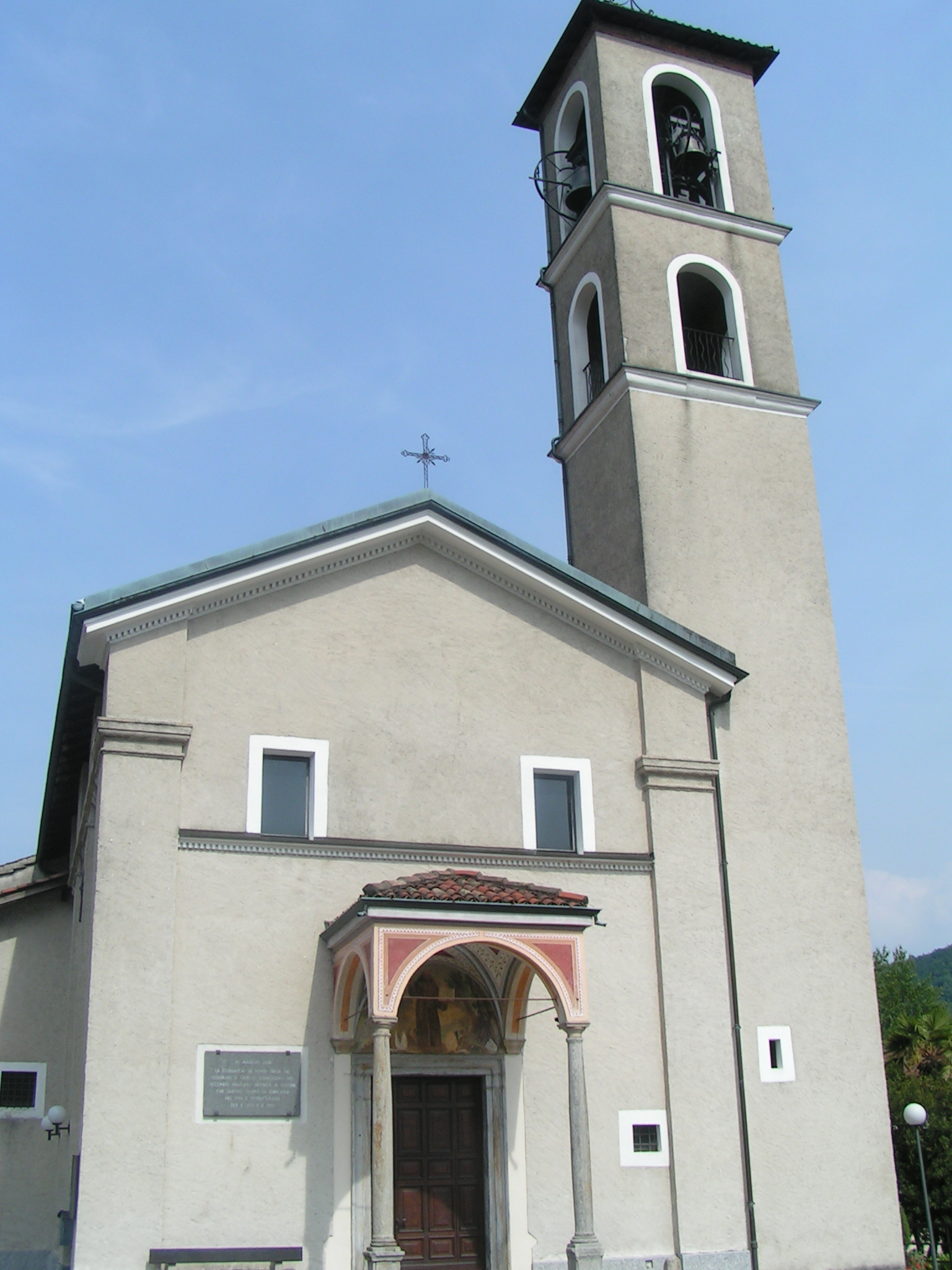
La chiesa di San Bernardino da Siena

- Chiesa di San Bernardino da Siena, eretta nel XV secolo[1].

## Società

### Evoluzione demografica
L'evoluzione demografica è riportata nella seguente tabella:
Abitanti censiti

## Infrastrutture e trasporti

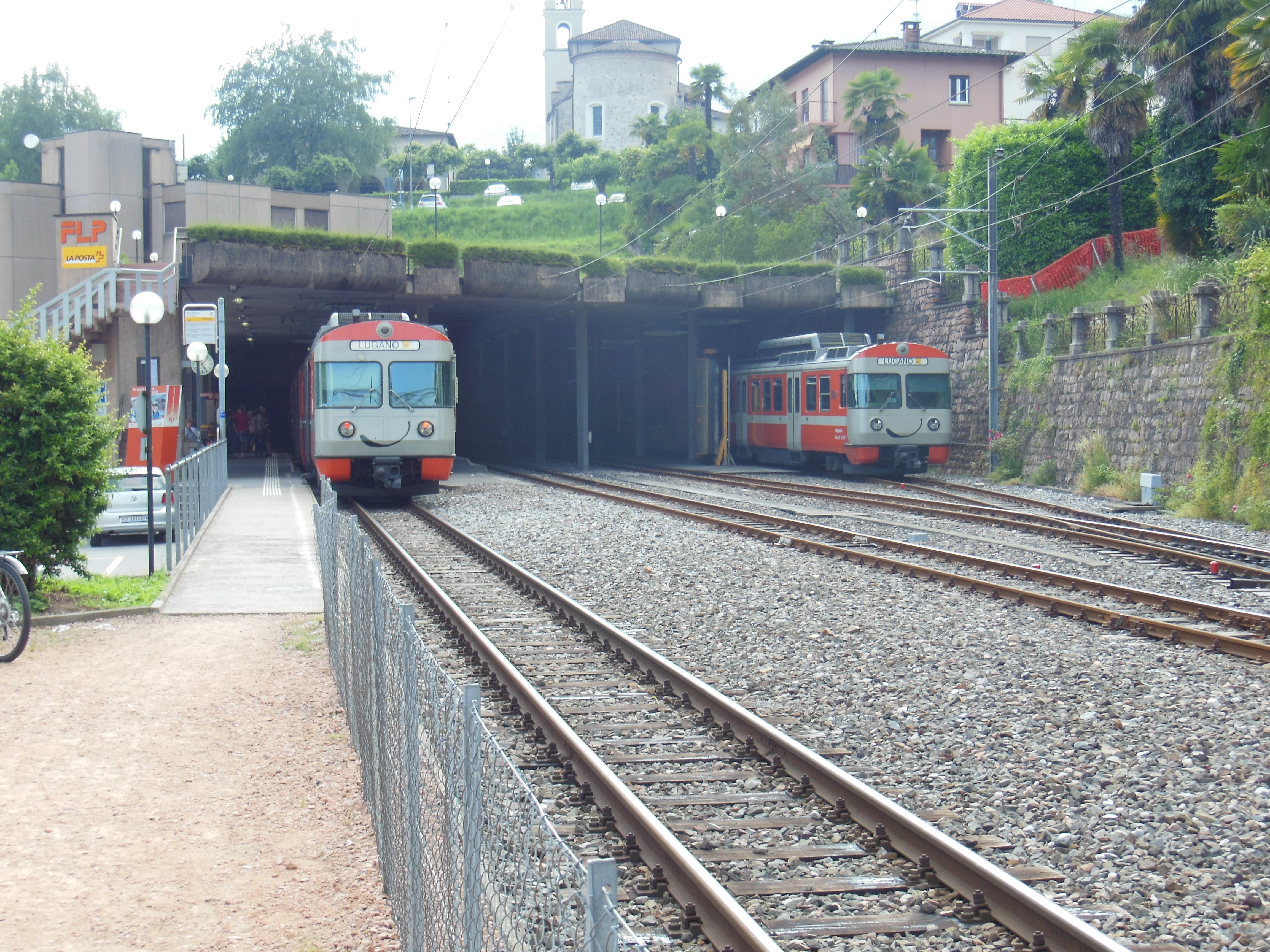
La stazione di Ponte Tresa

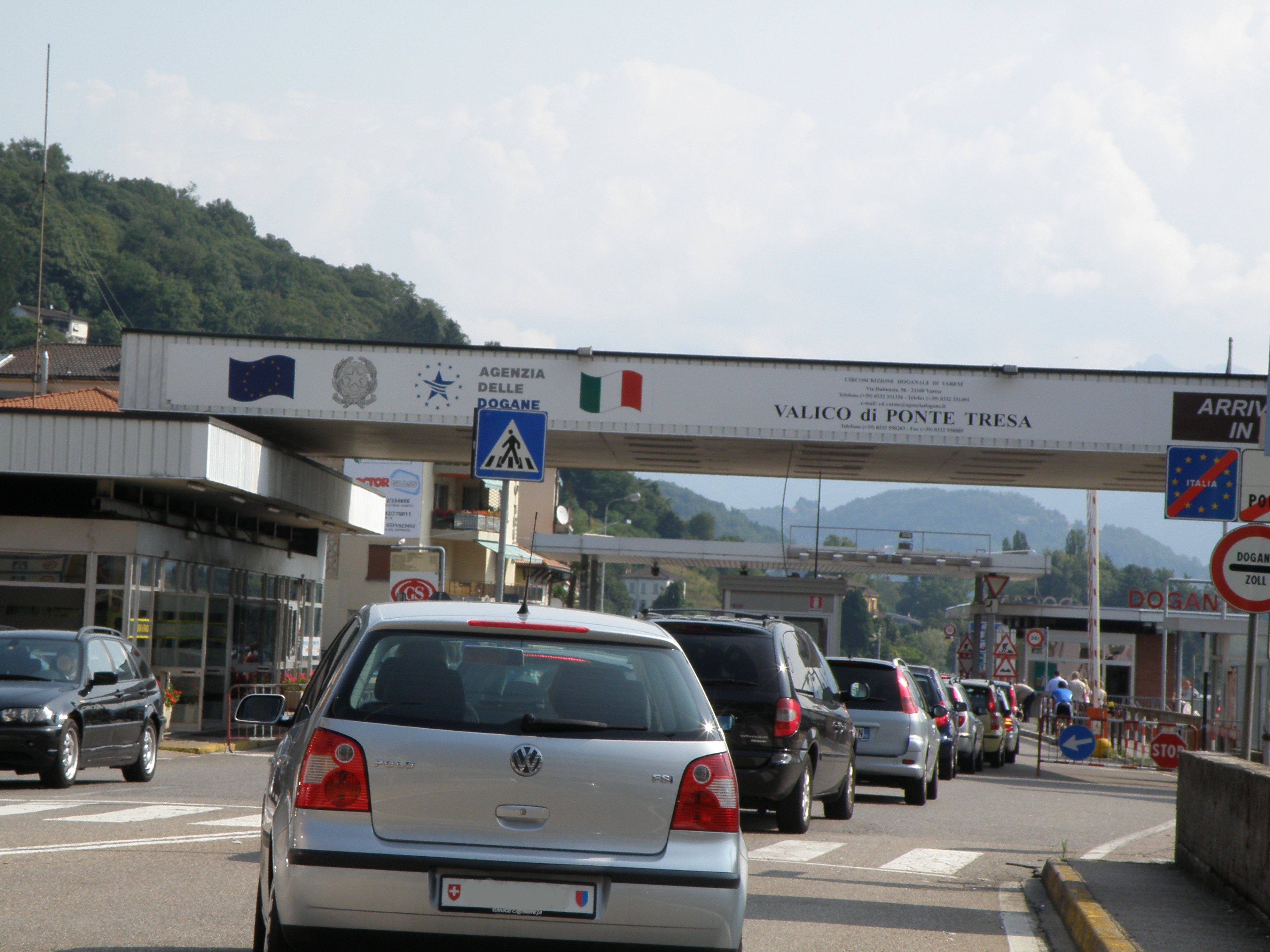
Il valico di Ponte Tresa

La stazione di Ponte Tresa è il capolinea della ferrovia Lugano-Ponte Tresa che collega il Malcantone alla città di Lugano dal 1912. Il ponte sul Tresa è un rilevante valico di frontiera con l'Italia (comune di Lavena Ponte Tresa).

## Amministrazione
Ogni famiglia originaria del luogo faceva parte del cosiddetto comune patriziale e aveva la responsabilità della manutenzione di ogni bene ricadente all'interno dei confini del comune.